# Warenhaus Stefan Esders

Warenhaus Esders um 1900

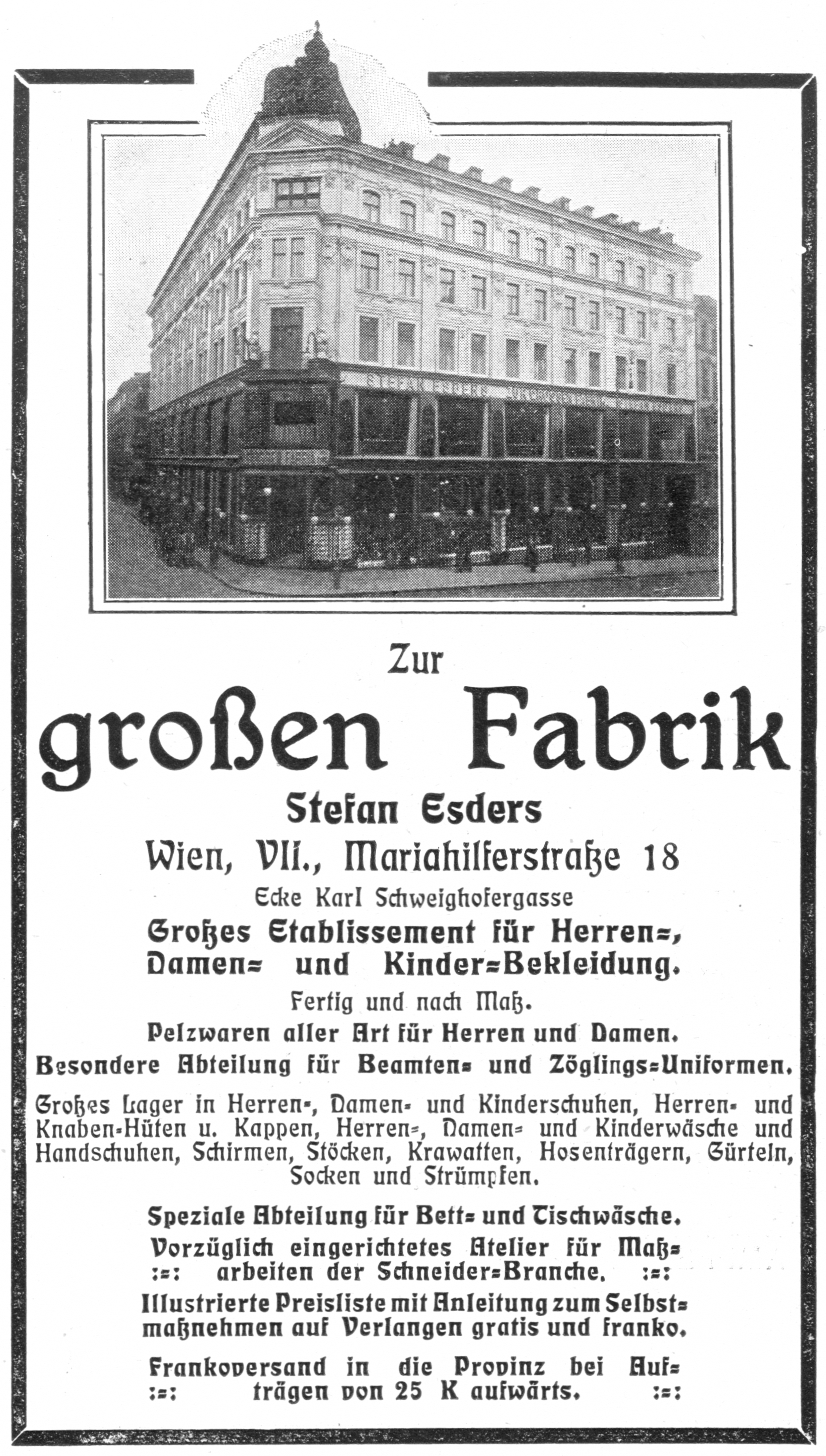
Das Kaufhaus (1917)

Das Warenhaus Zur großen Fabrik war ein 1895 von Stefan Esders gegründetes, über mehrere Jahrzehnte existierendes großes Wiener (Textil-)Kaufhaus an der Adresse Mariahilfer Straße 18 im 7. Wiener Gemeindebezirk Neubau.

## Geschichte
Das von Architekt Friedrich Schachner geplante und von den Baumeistern Franz Kupka und Gustav Orglmeister nach den modernsten Errungenschaften und Pariser Vorbildern errichtete fünfgeschoßige Etablissement Zur großen Fabrik wurde am 3. und 4. April 1895 eröffnet und war zu seiner Zeit eines der größten Warenhäuser der Welt. Blickfang waren die 39 großen, bereits elektrisch beleuchteten Auslagen im Parterre und Mezzanin. Der ungewöhnlich große Innenraum des Gebäudes war durch eine Glasüberdachung des Innenhofes im ersten Stock erzielt worden, um den auf zwei Etagen die Verkaufsräume im Ausmaß von 12.000 m² angeordnet waren. Ins Obergeschoß führte ursprünglich eine dreiarmige Eisentreppe, die sich in der Sichtachse zum Eckeingang Mariahilfer Straße / Karl-Schweighofer-Gasse befand. Im dritten und vierten Stockwerk war die Kleiderfabrik untergebracht, im fünften Wohnungen; auch die von Stefan Esders.
Zur Bedienung des Publikums standen 120 Verkäufer bereit, mit den von Esders neu eingesetzten Schaufensterpuppen konnte er die Konfektion entsprechend präsentieren. Neben Herren- und Knabenbekleidung sowie -wäsche wurden auch Herrenhüte, Schuhe, Handschuhe und Schirme angeboten, später dann auch noch Damenmode. Ein „Geschäfts-Etablissement von ähnlicher Großartigkeit [hat es] in Wien noch nicht gegeben“.

„In der ‚großen Fabrik’ wird für alle Classen der Gesellschaft, für alle Stände und Berufsarten, für den reichen Elegant wie für den Mann, der mit einem bescheidenen Einkommen und beschränkten Mitteln rechnen muß, gearbeitet – es ist ein Kauf- und Warenhaus für Groß-Wien im weitesten Sinne.“

Bald nach der Eröffnung kam es zu lebhaften Debatten. Stefan Esders besaß mit seinem Bruder Henri Esders mehrere Großkaufhäuser in verschiedenen Städten Europas (zum Beispiel das Kaufhaus Esders in Dresden). Er ließ im Verlagssystem die Bekleidung herstellen und trat als Großeinkäufer auf dem Weltmarkt auf. Mit diesem Prinzip konnte er seine Waren bei einer nur mäßigen Gewinnspanne zu konkurrenzlos günstigen Preisen anbieten. Für seine Angestellten führte Esders als erster in Wien auch ein System der Gewinnbeteiligung (Prämienzahlungen) ein.
Während die liberale und auch die sozialdemokratische Presse das neue Warenhaus wegen seines „großstädtischen“ Zuschnitts und seines Geschäftsprinzips lobte, kam es zu massiven Abwehrreaktionen bei den Institutionen und politischen Gruppen, die sich der Vertretung kleingewerblicher Interessen verpflichtet fühlten. Dabei zeigte sich auch leichte Verwirrung, da die bisher von diesen Gruppierungen verfolgte Strategie der Verknüpfung eines kleinbürgerlichen Antikapitalismus mit virulentem Antisemitismus im Falle Esders ins Leere ging. So schrieb die christlichsoziale Reichspost vom 6. April 1895, es sei zu bedauern, „in einem Geschäftszweige, der in Österreich bisher ausschließlich ein Ausbeuteobject in Judenhänden war, nunmehr auch einem Christen begegnen zu müssen.“ Das neue Etablissement werde hunderte kleingewerbliche selbständige Existenzen vernichten. Es kam auch zu einer Anfrage im Wiener Gemeinderat, bei der der Christlichsoziale Alexander Purscht anklagend vermerkte, das internationale Kapital habe „bei seinem Beutezug auf das Vermögen der Bevölkerung diesmal eine besonders schlaue Form gewählt“, es würde die „gegenwärtig unter der christlichen Bevölkerung herrschende Stimmung, ‚nur bei Christen’ kaufen zu wollen ausgenützt, indem der internationale Capitalismus diesmal unter der Firma des Katholicismus das p.t. Publikum zum Hereinspazieren einladet.“ Auch im Reichsrat unternahmen die christlichsozialen Abgeordneten Prinz Liechtenstein, Albert Gessmann und Genossen eine entsprechende Anfrage an den Handelsminister.

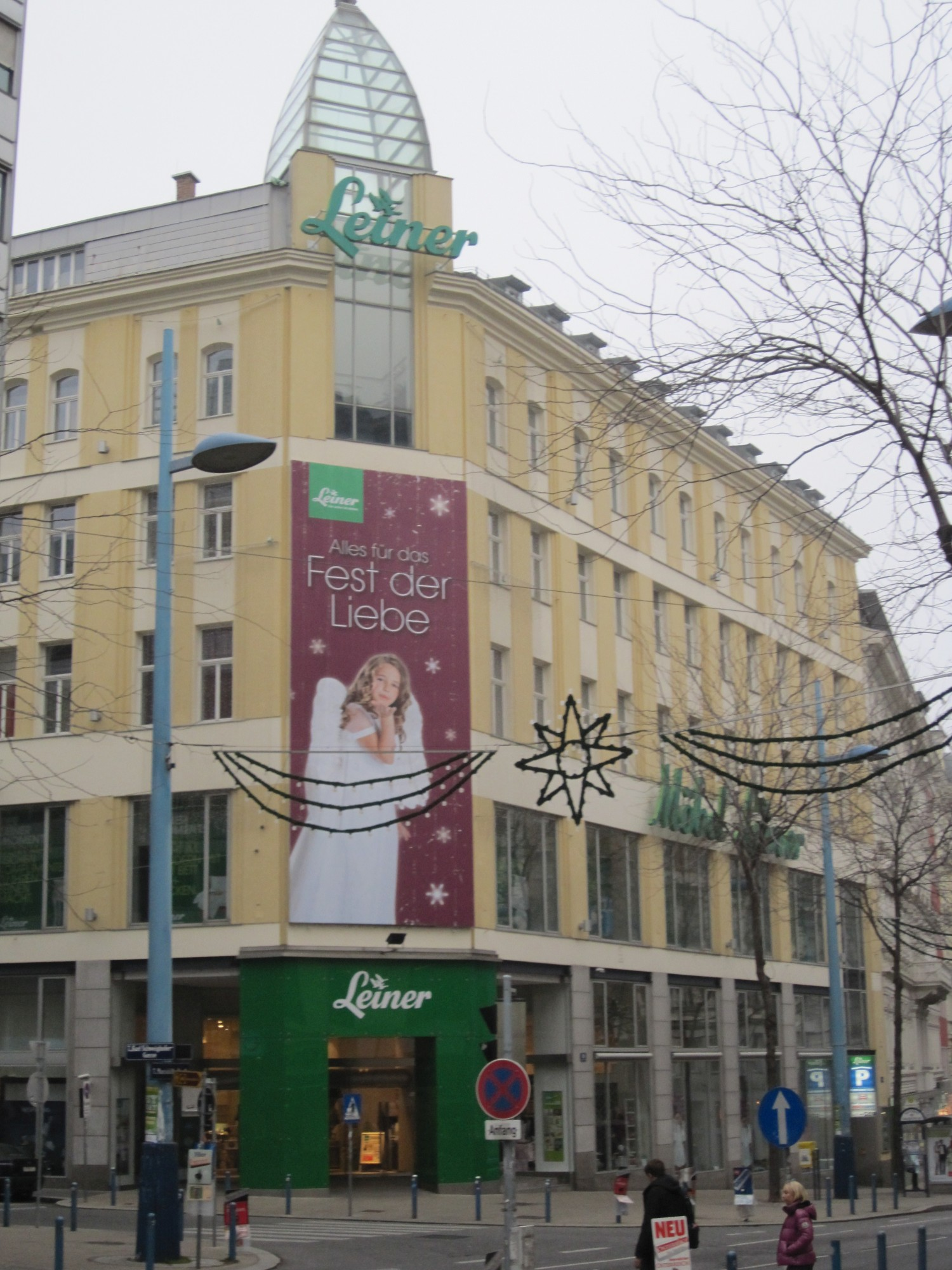
Das Warenhaus in der Mariahilfer Straße 18 als Möbelhaus Leiner, vor dem Abriss

Mit der Zeit beruhigten sich aber die gegen Esders gerichteten Attacken, wiewohl natürlich Projekte wie die um 1905 propagierte Warenhaussteuer auch auf dieses Großunternehmen zielten. Dieses Warenhaus etablierte sich jedenfalls als eines der „großen Drei“ der Wiener Warenhäuser um 1900 in der Mariahilfer Straße und Stefan Esders ließ 1909–1910 die Kaasgrabenkirche errichten. Größere Aus- und Umbauten wurden 1898, 1912 sowie nach dem Verkauf an die Firma Leiner vorgenommen. In der Weihnachtssaison 1904 erschienen sowohl in der Reichspost als auch im christlichsozialen Satireblatt Kikeriki Inserate von Stefan Esders.
Nach dem Tod des Gründers 1920 wurde es bis 1933 von seinem Sohn Bernhard, danach von seinem Enkel Stefan weitergeführt. Nach dem Zweiten Weltkrieg kam es zu Plünderungen, 1964 wurde das Warenhaus an die Textil-, Teppich- und Möbelfirma Rudolf Leiner GmbH verkauft, die 1990/1991 umfangreiche Änderungen und Erweiterungen vornahm.

## Abriss und Neubau
2017 kaufte die Signa Holding das Gebäude. Das Unternehmen wollte am Standort wieder ein Warenhaus bauen. 2019 fand ein internationaler Architektenwettbewerb zur Neugestaltung statt, den das von Rem Koolhaas gegründete Architekturbüro OMA – Office for Metropolitan Architecture gewann. Geplant wurden Verkaufsflächen von 20.000 m², rund 5.000 m² Gastronomie und 150 Hotelzimmer. Im April 2021 begann der Abbruch des Bestandsgebäudes. Die Fassade zwischen der Mariahilfer Straße 12 und 16 und der dahinterliegende Trakt sollten erhalten bleiben und in die Neuentwicklung integriert werden.
Das Bauvorhaben sollte ursprünglich bis 2024 abgeschlossen sein, die Bauarbeiten wurden jedoch aufgrund der Insolvenzen mehrerer Signa-Unternehmen unterbrochen. Im Oktober 2024 erwarb Georg Stumpf das mit Pfandrechten belastete unfertige Projekt.